# Bitwa o Bydgoszcz

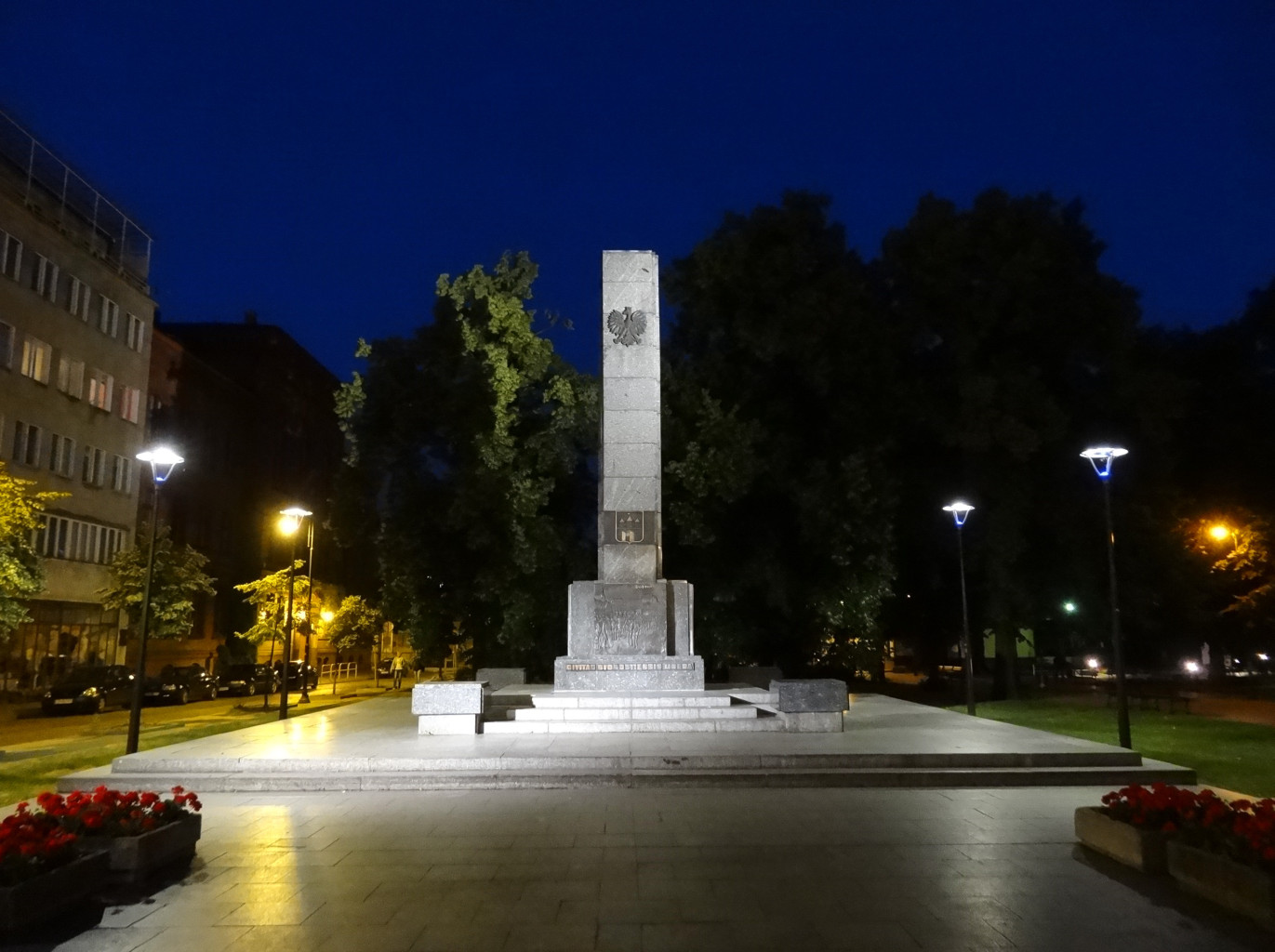
Pomnik upamiętniający uczestników bitwy o Bydgoszcz

Bitwa o Bydgoszcz – starcie zbrojne mające miejsce w dniach 23–27 stycznia 1945 roku między oddziałami 1 Armii Wojska Polskiego i Armii Czerwonej a wojskami niemieckimi i łotewskimi, zakończone wyzwoleniem Bydgoszczy spod władzy reżimu III Rzeszy.

## Przebieg działań bojowych
Ofensywa styczniowa Armii Czerwonej, która ruszyła 12 stycznia 1945, spowodowała, że wojska 1 Armii Wojska Polskiego i Armii Czerwonej dotarły po kilku dniach pod Bydgoszcz. Nastąpiło to wieczorem 22 stycznia, po wcześniejszym przełamaniu niemieckich pozycji nad Wisłą i kilku dniach działań pościgowych. Reżim III Rzeszy do obrony miasta postanowił wykorzystać oddziały niemieckiego XXXXVI Korpusu Pancernego i XXVII Korpusu Piechoty oraz 15 Dywizję Grenadierów SS Lettland złożoną z ochotników łotewskich.
Dowództwo wojsk polskich i radzieckich zaplanowało użyć do zdobycia miasta jednostek 1 Armii Wojska Polskiego oraz 2 Gwardyjskiej Armii Pancernej i 47 Armii. Wśród jednostek polskich do ataku i zdobycia miasta użyto m.in. 8 Pułku Piechoty, 1 Brygady Pancernej im. Bohaterów Westerplatte, 1 Warszawskiej Brygady Kawalerii i 7 Dywizjonu Artylerii Pancernej.
Jako pierwsi zaatakowali pozycje niemieckie w mieście 23 stycznia o godzinie 9:00 żołnierze radzieccy z 47 i 65 Brygady Pancernej. 47 BPanc. dowodził płk. Nikołaj Kopyłow, a 65 BPanc. płk. Iwan Potapow. Atak przeprowadzono od strony zachodniej z powodzeniem. Czołgistów na ich pozycjach zastąpili kawalerzyści z 2 Gwardyjskiego Korpusu Kawalerii. Zaznaczyć jednak należy, że w przypadku wyzwalania Bydgoszczy spod okupacji niemieckiej w kolejnych dniach walk decydującą rolę odegrali polscy żołnierze z 1 Armii Wojska Polskiego. W walkę zaangażowali się również mieszkańcy Bydgoszczy. Armia Czerwona natomiast prowadziła działania bojowe przede wszystkim wokół Bydgoszczy, m.in. na przedpolach Nakła. Pod Magdalenką doszło do walk między wycofującymi się z Bydgoszczy niedobitkami wojsk niemieckich a żołnierzami polskimi z 8 Pułku Piechoty, zakończone zdobyciem wspomnianej miejscowości.
Po zakończeniu walk żołnierze polscy zaangażowali się w pomoc mieszkańcom miasta, utrzymywali w nim m.in. porządek i dyscyplinę oraz przejęli ochronę ważniejszych obiektów. Byli też pomocni w zorganizowaniu tymczasowych władz miejskich. Pierwszym komendantem Bydgoszczy został major Daniel Kulik, dowódca batalionu w czasie bitwy o Bydgoszcz . Władze zainstalowano w ratuszu podobnie jak Tymczasowy Komitet Obywatelski. 
W czasie wymiany ognia między wojskami niemieckimi, polskimi i radzieckimi zniszczeniu uległo około 40% zabudowy miasta. W wyniku walk w Bydgoszczy i okolicy życie straciło również 171 żołnierzy polskich, którzy polegli lub zmarli z odniesionych ran. Spoczywają oni na Cmentarzu Komunalnym w Bydgoszczy, przy ul. Ludwikowo 4. Według Nadolskiego i Kalińskiego w konsekwencji bitwy o Bydgoszcz wojska radzieckie straciły około 2000 żołnierzy i 30–40 czołgów, a wojska niemieckie około 1000 żołnierzy .

## Upamiętnienie
8 Pułkowi Piechoty⁣, którego żołnierze najbardziej odznaczyli się w walkach o wyzwolenie miasta spod władzy reżimu III Rzeszy nadano zaszczytną nazwę Bydgoski, a samo miasto w 1946 zostało odznaczone Orderem Krzyża Grunwaldu. Wzniesiono też pomnik-obelisk poświęcony bohaterom AR.

## Zobacz
- Bitwa pod Bydgoszczą (1794)